# Ley Orgánica de Guam
La Ley Orgánica de Guam de 1950, es una ley federal de los Estados Unidos que rediseñó la isla de Guam como un territorio no incorporado de los Estados Unidos, ramas ejecutivas, legislativas y judiciales establecidas y jurisdicción federal transferida de la Marina de los Estados Unidos al  Departamento del Interior. Por primera vez en más de trescientos años de colonización extranjera, el pueblo de Guam tenía cierto grado de autogobierno, aunque limitado.

## Provisiones
La Ley Orgánica (como se conoció en Guam) preveía:
1. Una rama ejecutiva encabezada por un gobernador nombrado por el Presidente de los Estados Unidos. No fue sino hasta la Ley del Gobernador electivo de 1968 que se concedió a los residentes de Guam el derecho a votar por su propio gobernador;
2. Una asamblea legislativa unicameral (de un solo órgano) de hasta 21 miembros, que se redujo a 15 en 1996, elegida por los residentes de Guam. Esta fue la primera vez que se concedió a los residentes de Guam el derecho a votar por el órgano que creó las leyes que los rigen, en su mayor parte. Las leyes fundamentales que rigen Guam siguen siendo las del Congreso de los Estados Unidos, órgano en el que los residentes de Guam todavía no tienen derecho a voto;
3. Un sistema judicial con jueces nombrados por el Gobernador de Guam y reelegidos por los votantes de Guam;
4. Ciudadanía de los Estados Unidos para los residentes de Guam. Anteriormente, los residentes de Guam no eran ciudadanos de ningún país, salvo los que estaban  naturalizados en el territorio continental de los Estados Unidos o que habían prestado servicio en el ejército de los Estados Unidos; y
5. Una declaración de derechos limitada.

Más tarde se le concedió a Guam un delegado sin derecho a voto delegado en la Cámara de Representantes de los Estados Unidos. El delegado de Guam es miembro oficial del Congreso y puede formar parte de los comités, pero no puede votar sobre legislación. Ver: Delegado (Congreso de los Estados Unidos)
El primer proyecto de ley que prevé una Ley Orgánica y la ciudadanía de los EE. UU. fue presentado el 15 de julio de 1946 por el representante de los EE. UU. Robert A. Grant de Indiana en la forma de H.R. 7044. En ella se establecía que Guam tendría el estatuto semiautónomo de un territorio organizado, con el privilegio de enviar a un delegado a la Cámara de Representantes de los Estados Unidos. El proyecto de ley, sin embargo, ni siquiera fue reportado fuera de Comisión del Congreso, como lo fue el destino de todos los proyectos de ley presentados durante el 79.º Congreso de los Estados Unidos.

## Asamblea de Guam en «huelga»
La cuestión de la autoridad local llegó a un punto crítico en febrero de 1949, cuando Abe Goldstein, un empleado de la administración pública de la Armada de los Estados Unidos, fue citado por la Asamblea de Guam. Goldstein supuestamente era una de varias personas que violaron la prohibición de que los estadounidenses fueran dueños de negocios locales. Goldstein y otros fueron acusados de utilizar "testaferros" guameños para financiar los negocios locales. Goldstein, sin embargo, se negó a testificar, habiendo recibido apoyo no oficial del Gobernador Naval Charles Alan Pownall (1949–1953). Pownall había vetado el poder de la Asamblea de Guam para citar a los estadounidenses en octubre de 1948.
Cuando Goldstein se negó a testificar, la Asamblea de Guam lo declaró culpable de desacato y emitió una orden de detención contra él. El Gobernador Pownall intervino y detuvo la ejecución de la orden por el Departamento de Policía de Guam. Enojados y frustrados por lo que consideraban una falta de respeto y de autoridad, la Asamblea de Guam se retiró en masa el 6 de marzo de 1949. El gobernador Pownall les ordenó que regresaran, pero cuando los asambleístas se negaron, los despidió.
Este dramático encuentro recibió atención internacional y amplia publicidad (a través de la ayuda del asambleísta Carlos P. Taitano) que generó un gran apoyo a la autodeterminación y el autogobierno y a la ciudadanía estadounidense para el pueblo de Guam. Aunque los asambleístas fueron reinstalados más tarde por el gobernador Pownall, la ciudadanía estadounidense y alguna forma de autogobierno ya se habían convertido en una conclusión obvia.

## Intervención del Presidente Truman
Para pacificar la isla hasta que el Congreso de los EE. UU. pueda aprobar una Ley Orgánica, Presidente de los EE.UU. Harry S. Truman, emitió la Orden Ejecutiva No. 10077 el 7 de septiembre de 1949, el cual estipulaba que:
- La administración de la isla de Guam se transfiere por la presente del Secretario de la Marina al Secretario del Interior, con efecto a partir del 1.º de julio de 1950 (posteriormente enmendado al 1.º de agosto de 1950 por Orden Ejecutiva No. 10137).
- El Departamento de la Marina y el Departamento del Interior aplicarán los planes para el traspaso de la administración de la isla de Guam, según se explica en el memorando de entendimiento antes mencionado.
- Cuando el traspaso de la administración realizado en virtud de la presente orden se haga efectivo, el Secretario del Interior adoptará las medidas que sean necesarias y apropiadas, y de conformidad con la legislación aplicable, para la administración del gobierno civil en la isla de Guam.
- Los departamentos y agencias ejecutivas del gobierno están autorizados e instruidos para cooperar con los Departamentos de la Marina y del Interior en la aplicación de las disposiciones de esta orden.
- Dicha Orden Ejecutiva No. 108-A del 23 de diciembre de 1898 es revocada a partir del 1 de julio de 1950 (posteriormente enmendada el 1 de agosto de 1950 por la Orden Ejecutiva No. 10137).
- Se brindó al pueblo de Guam la oportunidad de establecer y administrar políticas y leyes para la isla de Guam.

De conformidad con esta orden, Carlton Skinner, un oficial de relaciones públicas del Departamento del Interior, fue seleccionado por el Departamento del Interior, propuesto por la Armada, y luego nombrado por el presidente Truman para servir como primer Gobernador civil de Guam. Prestó juramento el 17 de septiembre de 1949.
El 3 de octubre de 1949, el House Public Lands Committee informó de que se promulgaría la H.R. 4499, que contenía disposiciones que posteriormente se conocieron como la "Ley orgánica de Guam". Guam, como territorio no incorporado, también tiene, entre otras cosas, cierto margen de maniobra para establecer su poder judicial.